# 秦升
秦升（1986年11月2日—），是一名中國足球运动員，场上位置是后腰，现效力于中超球队上海申花。

## 球员生涯
秦升出生于大连市，从小对足球很感兴趣。他的小学母校是大连最有足球传统的东北路小学。1999年7月份，山东鲁能泰山的教练郭侃峰到大连挑选球员，秦升被选中，此后便在鲁能青年队效力。虽然秦升一度入选过中国国青队，但他始终没有得到在一线队登场的机会。
2005年，山东鲁能用300万签入青岛中能核心球员高明，秦升和刘志勇这两名鲁能青年队球员成为这次交易的一部分，被交换到青岛中能队。在首个赛季里他的表现不错，是球队的主力球员。
2007年，秦升的状态开始下滑，逐渐失去了主力位置。2008年，第二次转会期间，他被青岛中能队挂牌出售。最后，江苏舜天以100万人民币的价格签入了秦升。
2011年1月5日，辽宁宏运官方宣布秦升自由转会加盟球队。
2012年1月10日，秦升加盟中超卫冕冠军广州恒大，并在冬训热身赛中绝杀莫斯科中央陆军。2月22日，秦升首次入选中国国家队并在2比0击败科威特的友谊赛中替补出场，完成国足首秀。5月11日，秦升在客场1比3不敌大连实德的比赛里射进他在广州恒大的首个联赛进球。他在加盟广州后成为重要替补，帮助球队夺得中超联赛冠军与亚冠冠军。
秦升在2013年底和球队主教练马尔切洛·里皮发生矛盾，并在2014赛季被下放到预备队，在预备队时他因预备队教练德罗索的训练问题与其彻底闹翻。2014年7月，秦升和广州恒大解约，和中乙球队梅州五华签约半年。
2015年初，秦升前往上海绿地申花试训，但最终由于转会名额原因未能加盟，2月底自由身回归辽宁宏运。2016年1月，秦升加盟申花，2018赛季中期转会至大连一方，2020年重返申花。
2023年初，效力于上海申花的秦升被查明参与赌球等违法犯罪活动，随即被辽宁警方立案调查。

## 争议事件
秦升在球场上踢法凶狠，经常在比赛中飞铲对手，善用垃圾话战术，使用多国语言与其他国家的对手互喷。
- 2013年亞足聯冠軍聯賽決賽临近尾声才替补登场的秦升，在替队友孔卡出头的过程中，与首尔FC的助理教练“对骂”，导致对方被罚出场。2013年12月7日，在2013年中国足协杯决赛第二回合的比赛中，秦升在争抢的过程中连续三次犯规，分别放倒了米西莫维奇，曲波和穆斯利。穆斯利头部重伤就地休克，鼻骨5处骨折，被抬上救护车送往医院。[8]

- 2017年中超联赛第二轮，上海申花主场对阵中超“新豪门”天津权健。秦升在无球状态下恶意踩踏维特塞尔被主裁判直接红牌罚下。赛后俱乐部对秦升处以30万罚款，仅发放基本生活费，禁止转会，并下放至预备队。中国足协纪律委员会对秦升追加禁赛半年、罚款12万元的处罚。[9][10]

- 2019年中超联赛第一轮，河南建业主场1比1大连一方的比赛中，河南外援多拉多首秀并打入一球，随后在与秦升的对抗中受伤离场，赛后检查为胫骨骨折，赛季报销。[11]

中国球迷将秦升与另外四名球员戏称为中国足球“五大恶人”，即“南秦升、北周挺、东戴琳、西柯钊、中望嵩”